# 室女座干涉儀
室女座干涉儀（英語：Virgo interferometer）是探測重力波的一個大型干涉儀，位於義大利比薩附近。室女座干涉儀是一個隔離外部干擾迈克耳孙干涉仪：它的反射鏡和儀器被懸掛，和激光束被在真空中運作。室女座干涉儀主要部分是兩個互相垂直的長臂，長度皆為3公里。
室女座干涉儀由五個國家实验室的科学合作组织所組成：法國和義大利、荷蘭、波蘭與匈牙利。其他類似的干涉儀包含雷射干涉重力波天文台（LIGO）。自2007年以來，雷射干涉重力波天文台和室女座干涉儀共享並共同分析偵測到的數據，並共同發表研究結果。這種合作是必要的：巨大的干涉探測器是不定向的（它們探測了整個天空），它們正在尋找哪些微弱的，很少發生的，並且埋沒于各種來源的儀器噪声的信號。因此，只有在多個儀器同時檢測的引力波才允許科學家聲稱得到一個發現，并且收集有關引力波信號的源的信息。
室女座干涉儀名稱來自室女座星系團，它大約包含1,500個星系，距離地球約5,000萬光年，是離地球最近的大型星系團，並且擁有雙星系統、中子星、黑洞、超新星等等有意思的可能波源，因此觀測到重力波的機會較高。:第12節
2016年初，室女座干涉儀逐漸升級，完成後將與雷射干涉重力波天文台共同合作。先進雷射干涉重力波天文台自2015年9月後就開始運作。
LIGO的執行董事David Reitze於2016年2月11日宣布於2015年9月首次觀測到GW150914重力波成果。

## 先进室女座探测器
先进室女座干涉儀探测器旨在成為比初期室女座干涉儀探测器有10倍以上的敏感度。
一个先進室女座干涉儀的里程碑應該在2016年安裝的新探測器被達到。第一次與LIGO联合科學運行是在2016年下半年，接下来試運行期是幾個月。先進室女座干涉儀的全部設計靈敏度應在2018年實現。
升級後的先進室女座干涉儀於2017年8月1日正式加入LIGO兩個探測器的搜索行列，這三個探測器能夠較為精確地給出引力波波源的位置。

## 图片

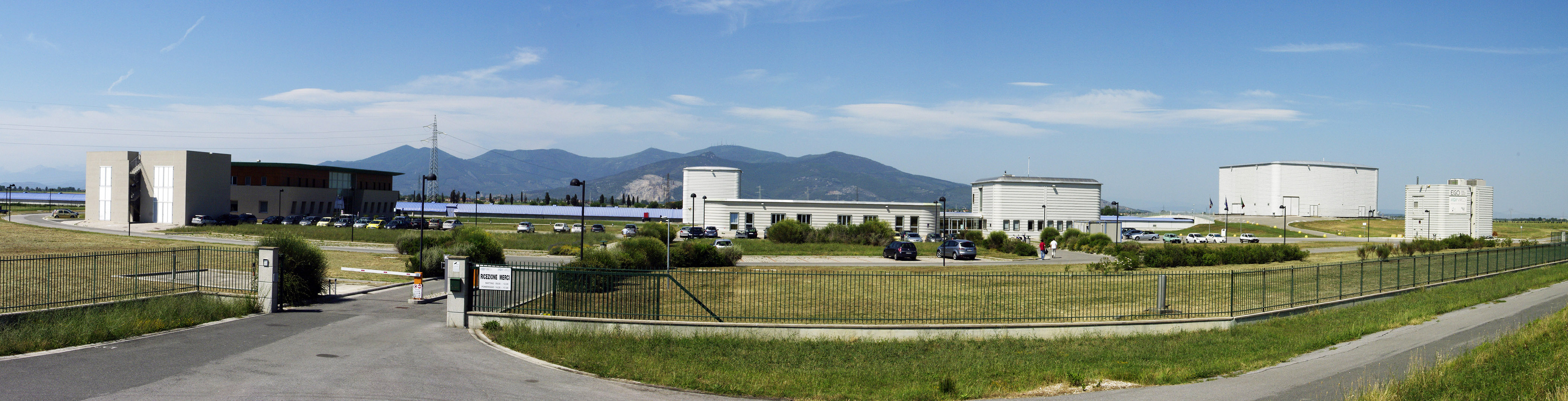
室女座干涉儀的現場總覽。
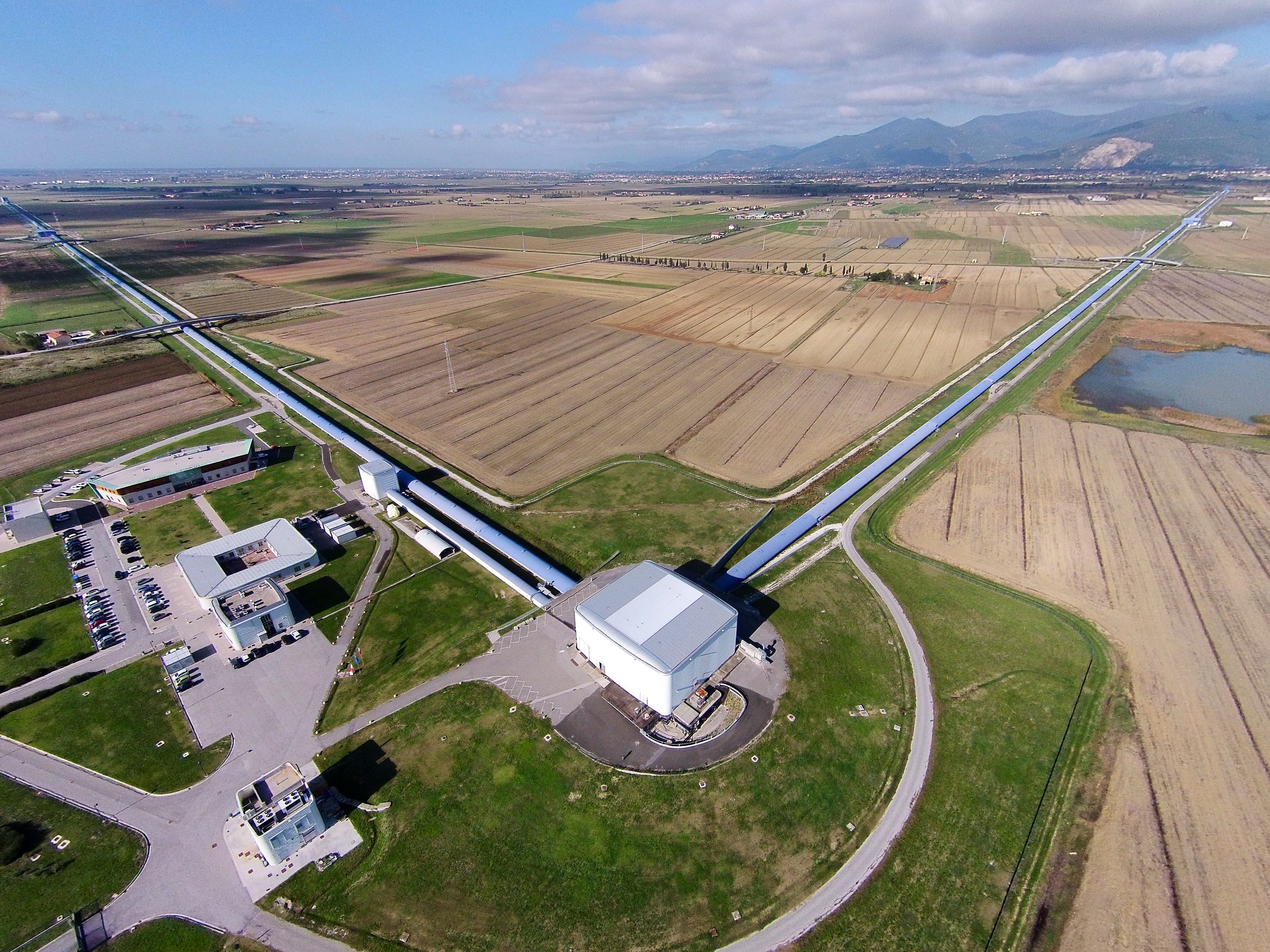
室女座探測器的鳥瞰圖。
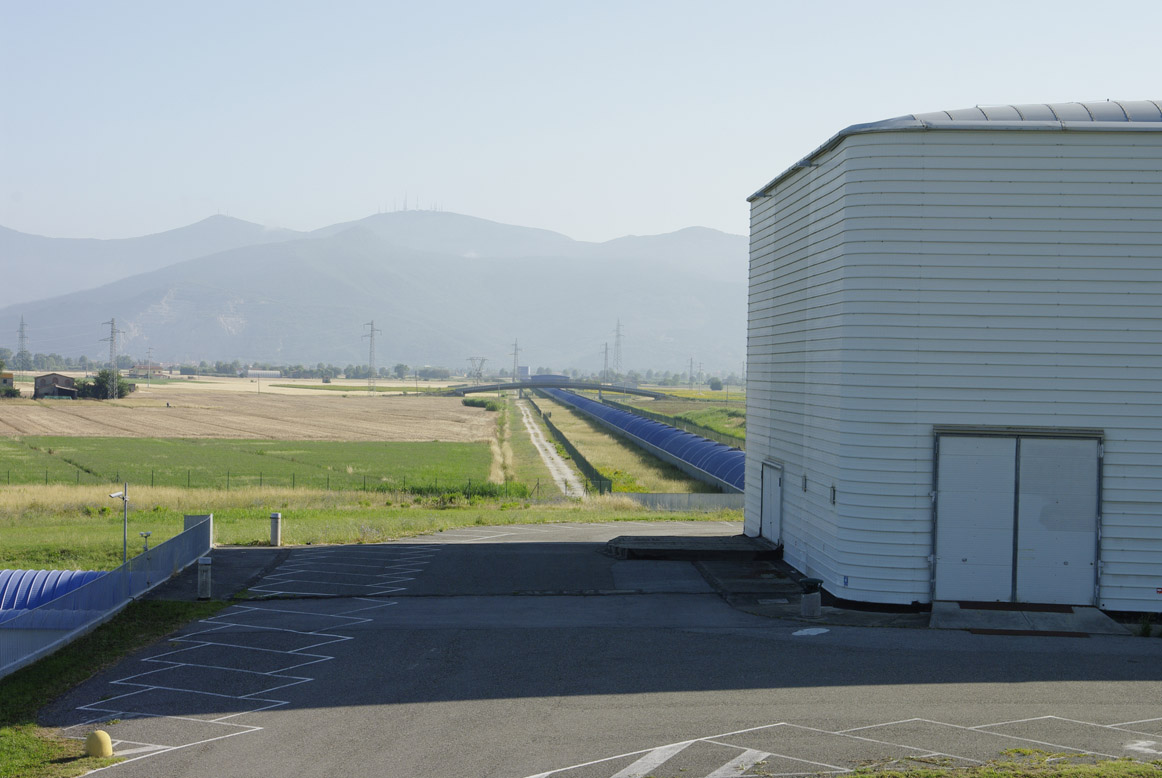
Start of the Virgo north arm; in the foreground on the right, the central building.
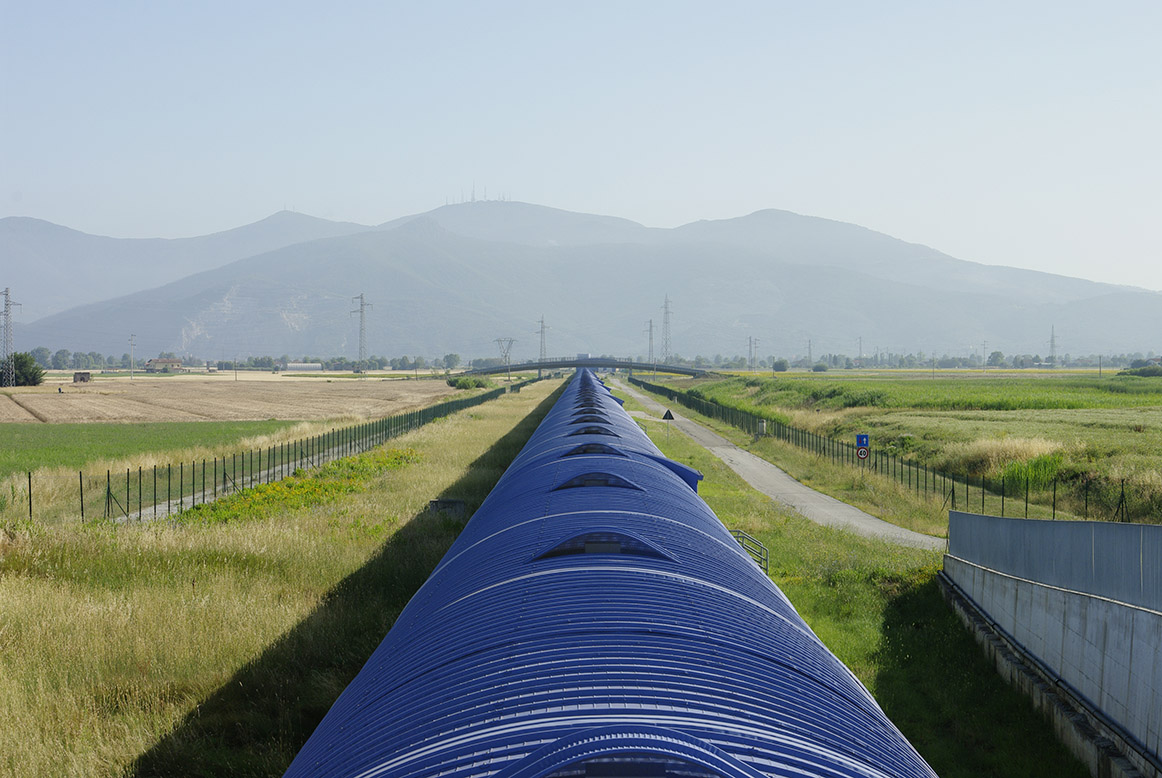
室女座干涉儀的3 km长北部长臂。
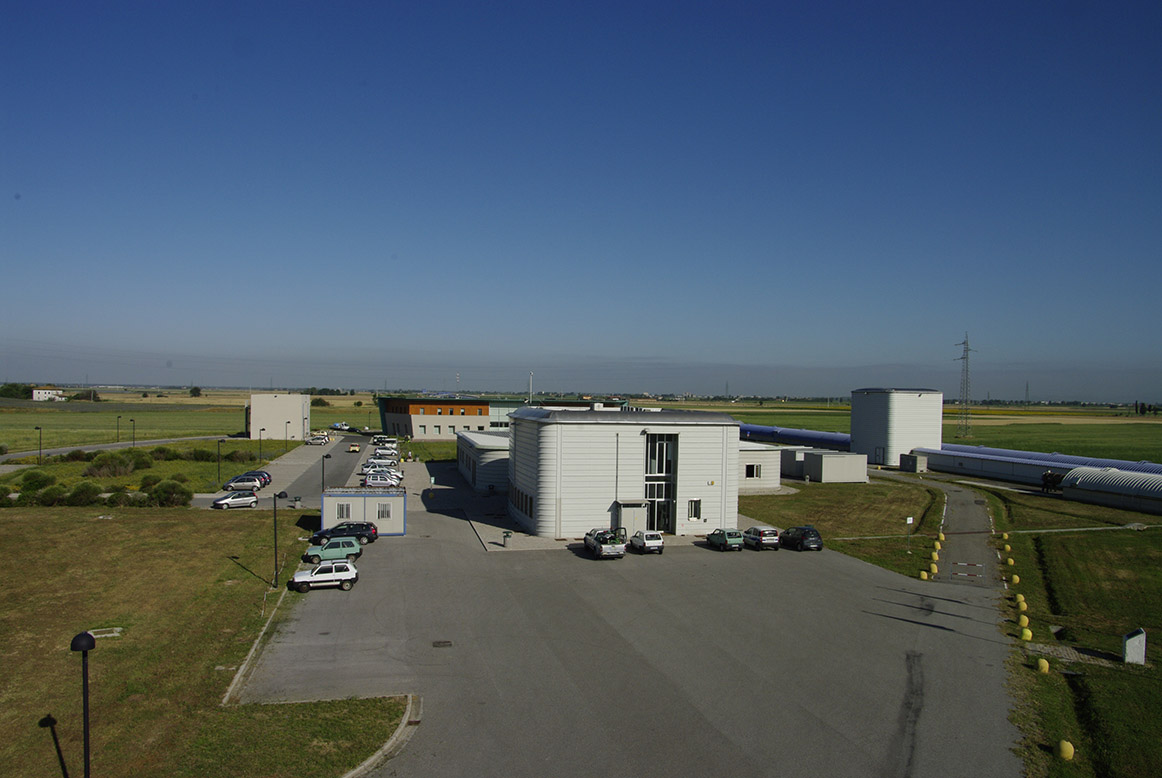
The Virgo site with, in the foreground, the building which hosts the detector control room and the local computer center.
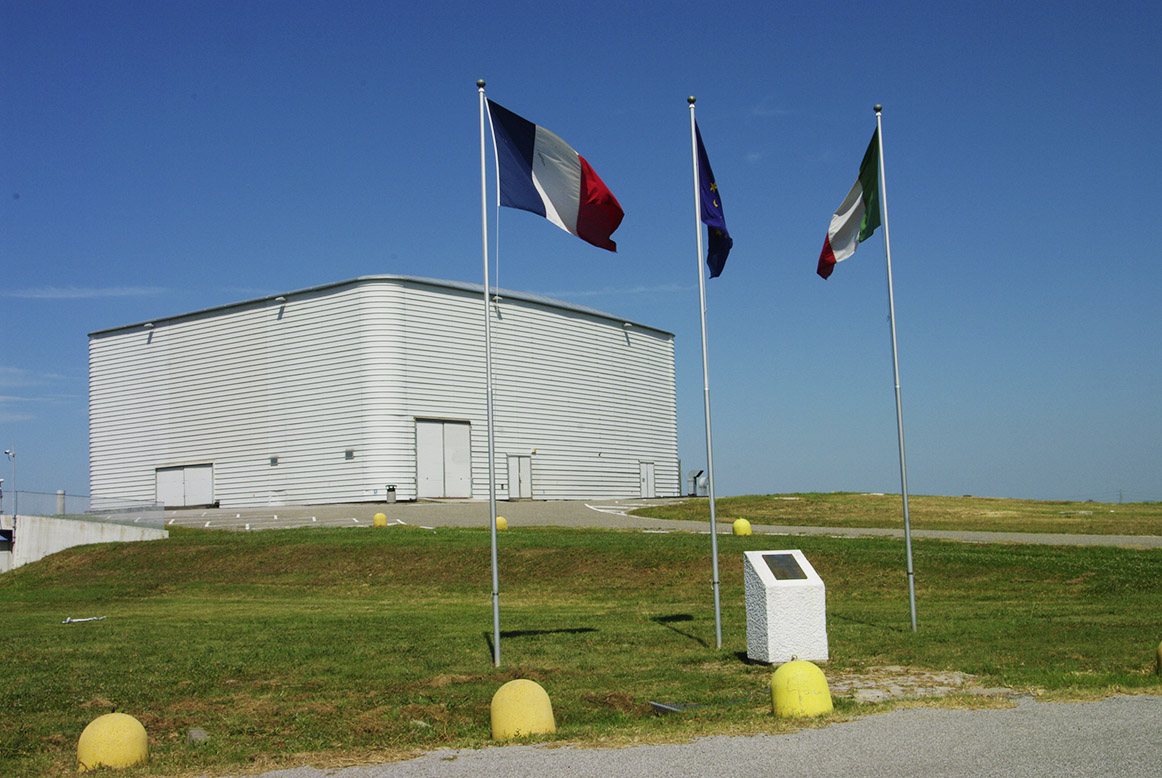
The Virgo central building which hosts the laser and the beamsplitter mirror.
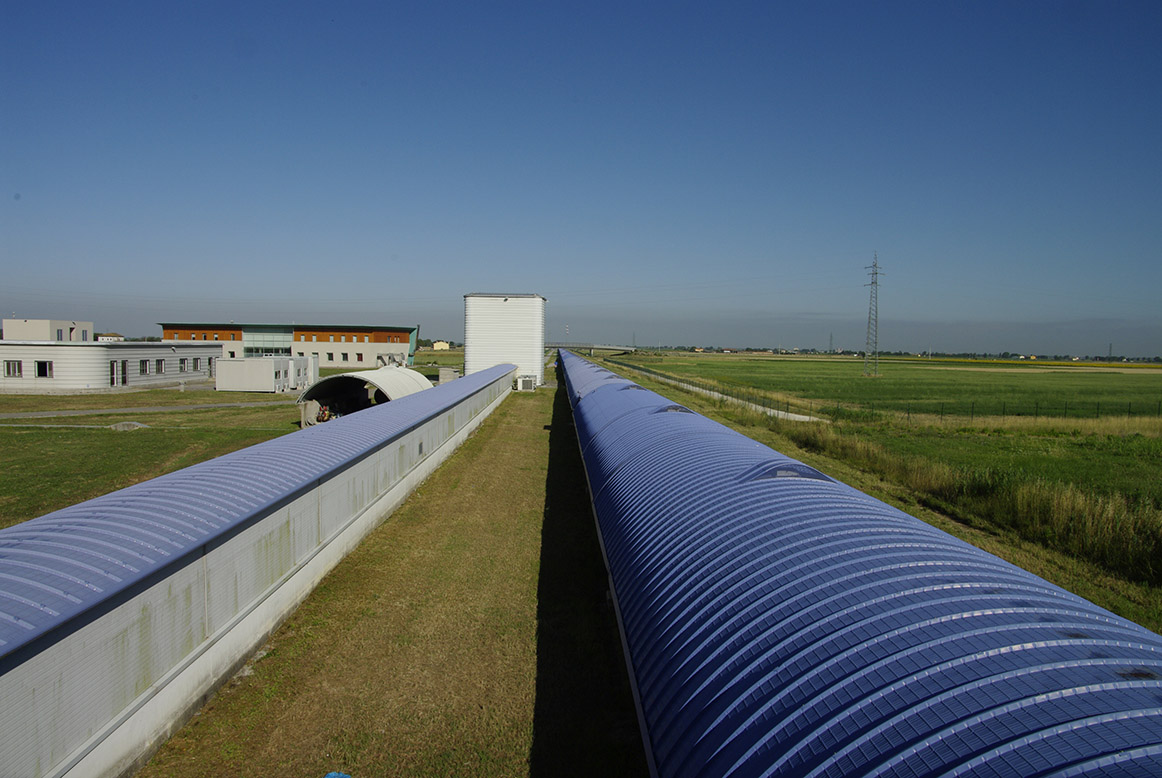
View of the 3 km-long Virgo west arm (right pipe). The tube on the left, which is 150 m-long, hosts the mode-cleaner cavity which is used to filter spatially the laser beam.

## 外部連結
- Description on EGO's website
- Virgo's homepage
- Advanced Virgo Technical Design ReportArchive.today的存檔，存档日期2013-04-13